# Затвор – София
Затвор – София е затвор в град София, България, в миналото известен като Централен софийски затвор и съкратено Централен затвор или Софийски затвор.
Той е сред най-големите и най-стари затвори в България. Сградата, в която се помещава затворът днес, се намира в столичния квартал „Банишора“, между метростанциите „Константин Величков“ и „Кн. Мария Луиза“. Общата му жилищна площ е над 3700 м2.
В Централния софийски затвор се настаняват лишени от свобода от областите София-град и София-област, както и осъдените чуждестранни граждани в България.
Официално затворът е открит през 1911 г.

## Описание
Планът на сградата е кръстообразен с 4 крила, свързани с обширен централен коридор (наречен колелото) с грамаден купол с прозорци. Всеки етаж на колелото е опасан с широк коридор с железни перила. Към 1922 г. са построени южното, източното и западното крило. Зданието е обиколено от петметрова дебела каменна стена, с куличка с часови на всеки от четирите ъгъла.
Пространството между южното и западното крило се нарича "малката градина“ (двор), а между източното и западното крило — „голямата градина“ (двор). В южното крило са разположени административни постройки (канцеларии и др.), спални и „политическото отделение“..

## Структура
В структурата на Централния затвор влизат:
- Специализирана болница за активно лечение на лишени от свобода (СБАЛЛС) – единствената в страната, и
- 2 затворнически общежития (за настаняване на лишени от свобода):
  - в Кремиковци – от закрит тип,
  - в Казичене – от открит тип.

## Личности
Затворници в затвора
- Цвятко Анев (1911 – 2002), партизанин
- Трифон Кунев (1880 – 1954), писател
- Владимир Тодоров (1925 – 2012), офицер от Държавна сигурност
- Георги Шейтанов (1896 – 1925), анархист

Екзекутирани в затвора
- Никола Ботушев (1897 – 1941), член на бойна група през ВСВ
- Трайчо Костов (1897 – 1949), политик
- Никола Петков (1893 – 1947), политик